# Vladka Tucovič Sturman
Vladka Tucovič Sturman, slovenska literarna zgodovinarka,  * 4. avgust 1979, Ptuj.

## Življenje in delo
Osnovno šolo je obiskovala v Majšperku, leta 1998 je maturirala na Gimnaziji Ptuj in se vpisala na enopredmetni študij slovenskega jezika in književnosti na Oddelku za slovanske jezike in književnosti Filozofske fakultete Univerze v Ljubljani. Leta 2004 je diplomirala s temo Esejistika Iztoka Geistra in se vpisala na podiplomski študij sodobne slovenske književnosti na isti fakulteti, hkrati pa še na podiplomski magistrski študij Interkulturne študije – primerjalni študij idej in kultur (modul Slovenske študije) na Fakulteti za podiplomski študij Univerze v Novi Gorici. Tega je zaključila leta 2009 z magistrskim delom Transformacija ljudskega v umetnih proznih besedilih socialnega realizma pod mentorstvom Marjetke Golež Kaučič. Na Filozofski fakulteti je leta 2014 doktorirala s tezo Istra v sodobni slovenski književnosti pod mentorstvom Irene Novak Popov in somentorstvom Mirana Hladnika. Za uspešen dodiplomski in doktorski študij (bila je Zoisova štipendistka in štipendistka Ustanove patra Stanislava Škrabca) je prejela nagrado Slavističnega društva Slovenije.
Leta 2006 je začela sodelovati na Fakulteti za humanistične študije Univerze na Primorskem kot asistentka za književnost, nato je postala lektorica za slovenski jezik, od leta 2016 pa je docentka za književnost. Za študente različnih programov izvaja pravopisne in lektorske vaje, na Pedagoški fakulteti Univerze na Primorskem pa predava predmet Didaktika slovenščine 2. V Univerzitetni knjižnici Univerze na Primorskem od leta 2012 dela tudi kot bibliotekarka; leta 2015 je opravila bibliotekarski izpit. Vodila je Center za slovenski jezik in kulturo UP FHŠ, soorganizirala poletne tečaje slovenskega jezika na slovenski Obali »Halo, tukaj slovenski Mediteran!« in poučevala slovenščino kot drugi/tuji jezik ter vodila Lektorski krožek UP FHŠ ter bila tutorka učiteljica na Oddelku za slovenistiko UP FHŠ.
Literarne in kulturne prireditve organizira in vodi na obeh fakultetah, v Osrednji knjižnici Srečka Vilharja Koper, Kosovelovi knjižnici Sežana, Mestni knjižnici Piran, Domu knjige Mladinske knjige v Kopru in v okviru Slavističnega društva Koper. Na Radiu Koper/Capodistria je bila somentorica študentom v oddaji Kotiček za jeziček (leta 2019 so prejeli priznanje prometej znanosti), sodelovala je v rubriki Primorski jezikovni kotiček oddaje Dobro jutro (regionalni RTV-center Koper/Capodistria), za radio Trst A pa pripravlja oddaje Jezikovni kotiček. Več let je lektorirala različne publikacije, od leta 2016 piše tudi jezikovnokulturno rubriko Jezikovnica v Novem glasu. Leta 2019 je s sodelavkami slovenistkami prejela zahvalo za uspešno promocijo slovenskega jezika in književnosti ter kulture in krepitev prepoznavnosti dela Pedagoške fakultete Univerze na Primorskem na tem področju.
Slovenska pisateljska pot: vodnik po domovanjih 106 pesnikov in pisateljev (2013) vsebuje pet njenih esejev: o Zofki Kveder, Danilu Lokarju, Mateju Boru, Ivanu Preglju in Cirilu Kosmaču, objavila pa je še znanstvene prispevke o Prežihovem Vorancu Antonu Ingoliču, Mišku Kranjcu, Ivanu Cankarju, Ivanu Potrču, Iztoku Geistru, Marjanu Tomšiču in Vanji Peganu.